# Национальная народная партия (Гана)
 Национальная народная партия (англ.  People's National Party) — правящая политическая партия Ганы в 1979 — 1981 годах.

## Основание партии
После того, как 30 ноября 1978 года военный режим генерал-лейтенанта Фреда Акуффо снял запрет на деятельность политических партий с 1 января 1979 года, в Гане начался процесс формирования партий. В декабре того же года бывший министр иностранных дел в правительстве Кваме Нкрумы Имору Эгала основал Национальную народную партию, как наследницу идей Нкрумы.
Основу ННП составили представители различных фракций Народной партии конвента, распущенной в 1966 году. Партия претендовала на «объединение всех национально-патриотических сил страны» и имела широкую социальную базу — она пользовалась поддержкой в среде интеллигенции, предпринимателей, чиновничества, рабочих, крестьян, радикально настроенной молодёжи. Манифест ННП провозглашал задачу покончить с крайним социальным расслоением общества, обеспечить всем гражданам Ганы право на труд и справедливую оплату труда. В области внешней политики партия декларировала верность курсу позитивного нейтралитета и неприсоединения, сотрудничества с партиями и правительствами других стран в борьбе против империализма, колониализма, неоколониализма и расовой дискриминации.

## История партии
Ещё в дни основания партии в ней развернулась борьба между её консервативным руководством и радикальным течением «молодых нкрумовцев», которые требовали полной перестройки экономической и социальной структуры Ганы и устранения влияния иностранных монополий в экономике страны.
В ходе подготовки к всеобщим выборам у лидера партии Имору Эгала возникли проблемы и с военными властями — они не допустили его к участию в выборах. Выход был найден, когда кандидатом в президенты от ННП стал племянник Эгалы, малоизвестный сотрудник министерства иностранных дел Хилла Лиманн. Несмотря на все сложности 18 июня 1979 года партия получила 71 из 140 мест в парламенте, а Хилла Лиманн вышел во второй тур президентских выборов. 9 июля Лиманн и кандидат в вице-президенты Джозеф де Графт-Джонсон одержали окончательную победу и вступили в должности 24 сентября 1979 года.
Режим Третьей республики не решил проблем страны. Экономическое положение продолжало ухудшаться, партия и президент подвергались резкой критике парламентский оппозиции, возглавляемой правой Партией народного фронта, имевшей 43 места в парламенте, обострилось противоборство внутри ННП.
В конце мая 1980 года в Кумаси состоялся съезд партии, во время которого противостояние группировок полностью парализовало её деятельность. Съезд не смог принять программные документы и избрать руководящие органы ННП. В условиях надвигающегося раскола руководство партии прервало съезд, распустило Центральный комитет ННП и отстранило от обязанностей председателя партии Дж. Квартейя. 31 мая 1980 года все руководящие партийные функции были переданы в руки триумвирата, состоявшего из Хиллы Лиманна, председателя ННП Наны О. Беко III и Имору Эгалы.
1981 год стал последним в истории Национальной народной партии. 2 апреля в Нью-Йорке скончался основатель партии Имору Эгала, а 31 декабря 1981 года режим Третьей республики был свергнут в ходе военного переворота, осуществлённого капитаном Джерри Роулингсом. Политические партии были запрещены, некоторые руководители ННП подверглись аресту.

## Идеология
Идеологическая база Национальной народной партии возникла как результат компромисса между противоборствующими партийными фракциями. Партийной идеологией был провозглашён «нкрумаизм», конкретное содержание которого не раскрывалось. Конечной целью партии провозглашалось построение в Гане социализма. Достигнуть этой цели предполагалось в ходе длительного экономического и культурного строительства, опираясь на «свободную волю избирателей» и смешанную экономику.